# 毒刺新棘鮋
毒刺新棘鮋，為輻鰭魚綱鮋形目鮋亞目鮋科的其中一種，為熱帶海水魚，分布於中西大西洋安地列斯群島海域，棲息深度92-375公尺，體長可達15.5公分，棲息在底層水域，生活習性不明，具有毒棘。

## 扩展阅读
維基物種上的相關：毒刺新棘鮋